# کی ویستا (فلوریدا)
کی ویستا (به انگلیسی: Key Vista) یک منطقهٔ مسکونی در ایالات متحده آمریکا است که در شهرستان پاسکو، فلوریدا واقع شده‌است. کی ویستا ۱٬۷۵۷ نفر جمعیت دارد و ۳٫۰۵ متر بالاتر از سطح دریا واقع شده‌است.